# Катарина Сотировић
Катарина Сотировић (Београд, 20. јул 1978) српска је певачица.
Музичку каријеру започиње 1997. године, а 2000. године постаје је чланица Коктел бенда. Са бендом је снимила три албума, а 2005. године започиње соло каријеру, те 2007. године објављује свој соло албум Девојка за удају. Убрзо постаје мајка и прави паузу у својој каријери са повременим иступима.
Два пута се удала и развела од кошаркаша Александра Рашића, са којим има ћерку Јулију и сина Давида.

## Дискографија

### Албуми
- Девојка за удају (2007)

### Синглови
- Боља (2006)
- Главом кроз зид (2006)
- Онај прави (2009)
- Заувек (2009)
- Стакло (2014)
- Врелина (2009)
- Лепа реч може чуда (2021)